# Fürstenwalder Spree
Als Fürstenwalder Spree bezeichnet man den Teil des Flusses Spree, der durch die Stadt Fürstenwalde/Spree und ihre Nachbargemeinden fließt. Sie beginnt beim Zusammenfluss von Drahendorfer Spree und Oder-Spree-Kanal nördlich von Drahendorf (Lage) und geht im Wehr Große Tränke in den Oder-Spree-Kanal und die Müggelspree über (Lage). Die Fürstenwalder Spree ist in ihrem gesamten Verlauf Teil der Spree und geht jeweils in den Oder-Spree Kanal über.
Eine Besonderheit der Fürstenwalder Spree ist, dass einige ursprüngliche Flussarme und der originale Flusslauf der Spree noch teilweise erhalten sind. Nach Eröffnung des Kanals wurden zwei Schleusen, die Schleuse Große Tränke und die Schleuse Fürstenwalde gebaut.  Die schon seit Jahrzehnten ungenutzte Schleuse Große Tränke wurde 2004 abgerissen. 
Direkt an der Spree in Fürstenwalde liegt das Spreeufer mit Bade- und Erholungsmöglichkeiten.
- Karte mit allen Koordinaten:
- OSM |
- WikiMap